# قريوطة محرقة
قريوطة محرقة أو شَعْشَاع (الاسم العلمي: Caryota urens) هو نوع نباتي يتبع جنس القريوطة من فصيلة الفوفلية.